# Secamone ligustrifolia
Secamone ligustrifolia är en oleanderväxtart. Secamone ligustrifolia ingår i släktet Secamone och familjen oleanderväxter.

## Underarter
Arten delas in i följande underarter:
- S. l. angustifolia
- S. l. ligustrifolia